# Portal (ordinateur)
Pour les articles homonymes, voir Portal.
Le Portal de R2E Micral / CCMC est un micro-ordinateur portable conçu et commercialisé par le bureau d'études R2E Micral en 1980, à la demande de la compagnie française CCMC spécialisée dans la paie et la gestion comptable. Il procurait une mobilité totale.

## Historique
Le Portal est apparu officiellement en septembre 1980 au salon du Sicob à Paris soit 8 mois avant l’apparition des premiers portables américains Osborne 1 (avril 1981) et Kaypro 10 (courant 1981).
Le Portal s’est vendu à quelques centaines d’exemplaires.
Extrêmement rare, aucun musée ne possède un Portal, deux sont référencés dans des collections privées.
La société R2E Micral est également connue pour avoir conçu "le premier ordinateur commercial, non-kit basé sur un microprocesseur", le Micral N, dont l'un des derniers exemplaires a été vendu pour 62 000 euros à Paul G. Allen, le cofondateur de Microsoft avec Bill Gates par le commissaire-priseur Aymeric Rouillac le 11 juin 2017 pour son musée du Living Muséum de Seattle,.

## Description
Il est doté d’un processeur Intel 8085, 8 bits, cadencé à 2 Mhz, d’une mémoire principale de 64K octets de RAM, d’un clavier de 58 touches alpha numériques et 11 touches numériques (blocs séparés), d’un écran-ligne de 32 caractères, d’une unité disquette (capacité de 140 000 caractères), d’une imprimante thermique (vitesse = 28 caractères par seconde), d’un canal asynchrone, d’un canal synchrone, d’une alimentation 220 V.
Prévu pour une température de fonctionnement de 15 °C à 35 °C, il pesait 12 kg et ses dimensions étaient de 45 cm × 45 cm × 12 cm.